# كتاماونت
كتاماونت (بالإنجليزية: Catamount)‏ هو نظام تشغيل مخصص للحاسوب الفائق. له نواة بسيطة تهدف إلى العمل بكفاءة. تعود بدايات كتاماونت إلى عام 1991 عندما تم تطوير SUNMOS بواسطة مختبرات سانديا الوطنية وجامعة نيومكسيكو كنظام تشغيل خفيف. يستخدم حاسوب Cray XT3 نظام تشغيل كتاماونت.